# زينب تشيليك (لاعبة جودو)
زينب تشيليك (مواليد 7 أبريل 1996) هي لاعبة جودو بارالمبية تركية وبطلة عالم وأوروبا تعاني من ضعف البصر.

## المسيرة الرياضية
يبلغ طول تشيليك 168 سـم (5 قدم 6 بوصة) ووزنها 57 كـغ (126 رطل). هي عضوة في نادي نادي كوجايلي بلدية كاغط الرياضي ويدربها أحمد عمر توره. تعاني من ضعف في البصر وتصنف ضمن فئة الإعاقة الرياضية بي3.
فازت تشيليك بالميدالية البرونزية في بطولة أوروبا للجودو للمكفوفين 2015 في أوديفلاس، البرتغال. حصلت على الميدالية الذهبية في بطولة أوروبا للجودو للمكفوفين 2017 في والسول، المملكة المتحدة، وفي بطولة العالم للجودو للمكفوفين 2018 في أوديفلاس، البرتغال. في سباق الجائزة الكبرى العالمي للجودو للمكفوفين (IBSA) لعام 2021 في باكو، أذربيجان، عانت من كسر في معصمها الأيسر. تم علاجها لمدة شهرين ونصف قبل أن تشارك في الألعاب البارالمبية طوكيو 2020. فازت بإحدى الميداليات البرونزية في فئة الجودو في الألعاب البارالمبية الصيفية 2020 – وزن 57 كجم سيدات التي أقيمت في طوكيو، اليابان. حصلت على الميدالية الذهبية في بطولة العالم للجودو للمكفوفين (IBSA) لعام 2022 في باكو، أذربيجان. في عام 2023، فازت بالميدالية الذهبية في بطولة IBSA الألمانية الدولية المفتوحة في هايدلبرغ، ألمانيا. حصلت على الميدالية الفضية في بطولة أوروبا البارالمبية 2023 في روتردام، هولندا.

## الحياة الشخصية
ولدت زينب تشيليك كابنة لعائلة مكونة من خمسة عشر طفلاً في أغرة، شرق تركيا في 7 أبريل 1996. تعاني من ضعف البصر.
تدرس التدريب الرياضي في كلية علوم الرياضة بجامعة قرمان أوغلو محمد بي في قرمان.

## وصلات خارجية
- زينب تشيليك (لاعبة جودو) على موقع الفيدرالية الدولية للجودو (الإنجليزية)
- زينب تشيليك (لاعبة جودو) على موقع JudoInside.com (الإنجليزية)
- زينب تشيليك (لاعبة جودو) على موقع Paralympic.org (الإنجليزية)
- زينب تشيليك (لاعبة جودو) على موقع اللجنة البارالمبية التركية (التركية)